# Антонін Паненка
Антоні́н Паненка (чеськ. Antonín Panenka; 2 грудня 1948, Прага) — колишній чехословацький футболіст, півзахисник. Гравець збірної Чехословаччини (1973—1982), зіграв 59 матчів, забив 17 голів. Виступав за команди «Богеміанс 1905» (Прага), віденський «Рапід».
Зараз президент клубу «Богеміанс 1905».

## Спортивна кар'єра
Вихованець клубу «Богеміанс». У його складі провів більшу частину ігрової кар'єри. 1981 року перейшов до віденського «Рапіда». У його складі двічі перемагав у чемпіонаті Австрії, тричі здобував австрійський кубок і грав у фіналі Кубка володарів кубків 1985 року проти англійського «Евертона». Завершив виступи на професійному рівні у 36 років.
Атакувальний півзахисник був майстром виконання стандартних ударів. Постійно залучався до матчів національної збірної. Вершиною його ігрової кар'єри стала перемога в чемпіонаті Європи 1976 року.
З 1985 виступав за австрійські аматорські команди:
| Роки      | Команда          | Ігри | Голи |
| --------- | ---------------- | ---- | ---- |
| 1985–1987 | «Санкт-Пельтен»  | 2    | 1    |
| 1987–1989 | «Слован»         | 45   | 7    |
| 1989–1991 | «Хоенау»         | 32   | 9    |
| 1991–1993 | «Кляйнвізендорф» | 65   | 51   |

## Досягнення
- Чемпіон Європи 1976
- Бронзовий призер чемпіонату Європи 1980
- Учасник чемпіонату світу 1982
- Чемпіон Австрії: 1982, 1983
- Володар Кубка Австрії: 1983, 1984, 1985
- Фіналіст Кубка володарів кубка: 1985
- Найкращий футболіст ЧССР: 1980

## Цікавий факт
Вважається автором оригінального виконання пенальті — парашутом прямо по центру воріт. Застосував цей прийом в післяматчевій серії пенальті на чемпіонаті Європи 1976 року, відправивши переможний для своєї збірної м'яч у ворота голкіпера збірної ФРН Зеппа Маєра, що зробило знаменитим як гравця, так і цей стиль пробиття одинадцятиметрових ударів.